# KMF Elita Tetovo
Il KMF Elita Tetovo è una squadra macedone di calcio a 5, con sede a Tetovo. Partecipa al Campionato macedone di calcio a 5 dalla stagione 2003/2004 e nel proprio palmarès annovera un titolo nazionale vinto nella stagione 2007/2008 ed una coppa nazionale nel 2005.

## Rosa 2008-2009
| N. |                               | Ruolo | Calciatore       |
| -- | ----------------------------- | ----- | ---------------- |
| 1  | Macedonia del Nord (bandiera) | G     | Gadaf Shabani    |
| 2  | Macedonia del Nord (bandiera) | G     | Sadik Ljatifi    |
| 4  | Macedonia del Nord (bandiera) | G     | Besnik Sulejmani |
| 5  | Macedonia del Nord (bandiera) | G     | Samir Ramadani   |
| 6  | Macedonia del Nord (bandiera) | G     | Menderes Idrizi  |
| 7  | Macedonia del Nord (bandiera) | G     | Nazmi Jakupi     |

| N. |                               | Ruolo | Calciatore      |
| -- | ----------------------------- | ----- | --------------- |
| 8  | Macedonia del Nord (bandiera) | G     | Dashmir Memedi  |
| 9  | Macedonia del Nord (bandiera) | G     | Hisen Memedi    |
| 10 | Macedonia del Nord (bandiera) | G     | Ibraim Ramadani |
| 11 | Macedonia del Nord (bandiera) | G     | Urim Salihi     |
| 14 | Macedonia del Nord (bandiera) | G     | Ibraim Jusufi   |

## Palmarès
- 1 Campionato macedone: 2007/2008
- 1 Coppa di Macedonia: 2005